# Raïon de Biaroza
Le raïon de Biaroza (en biélorusse : Бярозаўскі раён, Baiarozawski raïon) ou raïon de Beriozova (en russe : Берёзовский район, Beriozovski raïon) est une subdivision de la voblast de Brest, en Biélorussie. Son centre administratif est la ville de Biaroza.

## Géographie
Le raïon couvre une superficie de 1 412,77 km2, dans le centre de la voblast. Le raïon de Biaroza est limité au nord et à l'est par le raïon d'Ivatsevitchy, au sud par le raïon d'Ivanava et le raïon de Drahitchyn, au sud-ouest par le raïon de Kobryn, à l'ouest et au nord par le raïon de Proujany.

## Histoire
Le raïon de Biaroza a été fondé le 15 janvier 1940.

## Population

### Démographie
Les résultats des recensements (*) depuis 1959 montrent une croissance irrégulière de la population jusqu'aux années 1990. Dans les premières années du XXIe siècle, au contraire, la population diminue sensiblement :.
| 1959*  | 1970*  | 1979*  | 1989*  | 1999*  | 2009*  |
| ------ | ------ | ------ | ------ | ------ | ------ |
| 58 699 | 67 254 | 70 417 | 69 166 | 74 014 | 66 988 |

### Nationalités
Selon les résultats du recensement de 2009, la population du raïon se composait de trois nationalités principales :
- 90,77 % de Biélorusses ;
- 5,66 % de Russes ;
- 1,8 % d'Ukrainiens.

### Langues
En 2009, la langue maternelle était le biélorusse pour 61,7 % des habitants du raïon de Biaroza et le russe pour 36,2 %. Le biélorusse était parlé à la maison par 28,8 % de la population et le russe par 67,9 %.